# Calliostoma spesa
Calliostoma spesa is een slakkensoort uit de familie van de Calliostomatidae. De wetenschappelijke naam van de soort werd voor het eerst geldig gepubliceerd in 2018 door J.-L. Zhang, Wei en S.-P. Zhang.